# Sipőcz László
Sipőcz László, Sipőcz László Lajos Árpád (Pest, 1848. január 2. (keresztelés) – Budapest, Ferencváros, 1914. október 16.) jog- és államtudományi doktor, a fő- és székvárosi árvaszék elnöke, Sipőcz Jenő (1878–1937) apja.

## Életútja
Sipőcz Ferenc orvos és Trautmann Eleonóra fiaként született. Középiskoláit Pécsett, jogi tanulmányait 1866-tól 1871-ig a Pesti Királyi Tudományegyetemen végezte. 1873-ban letette a jog- és államtudományi doktorátust, valamint az ügyvédi vizsgát. Még jogi tanulmányainak befejezése előtt, 1869. január 2-án a pestvárosi törvényszéknél joggyakornok, 1871-ben pedig tollnok lett. A főváros szervezésekor a közigazgatási pályára lépett át és 1873-ban másodosztályú jegyzővé, 1874. december 31-én az újonnan szervezett árvaszékhez ülnökké választották. 1878-ban elnökhelyettese, 1886. február 10-én pedig elnöke lett a fővárosi árvaszéknek. 
Sipőcz dolgozta ki a fővárosi árvaszék szervezeti, eljárási szabályait, ügyrendjét és a gyámpénztári szabályrendeletet. 1891-ben Szilágyi, az akkori igazságügyminiszter, a polgári törvénykönyvet készítő szakbizottságba hívta meg és megbízta a gyámságot és gondnokságot tárgyaló rész kidolgozásával. Részt vett a házassági törvényt előkészítő igazságügyminiszteri szaktanácskozásokban. 1890–94-ben Erdélyi igazságügyminiszter az általános polgári törvénykönyv tervezetének előkészítése céljából az Igazságügyi Minisztérium kebelében szervezett állandó bizottság szerkesztőtagjává nevezte ki. 
Az örökösödési eljárásról szóló törvény előkészítésében is részt vett és utóbb az igazságügyminiszter a budapesti egyetemhez a jogtudományi államvizsgálati bizottság kültagjává nevezte ki. Elhunyt 1914. október 16-án reggel 3 órakor ütőér-elmeszesedés következtében, örök nyugalomra helyezték 1914. október 18-án délután a római katolikus egyház szertartása szerint a Kerepesi úti temetőben. Felesége Wimmer Ilona volt.
Cikke a Jogtudományi Közlönyben (1901. A törvénytelen gyermek jogviszonyai a Tervezetben).

## Munkái
- A gyámsági törvény (1877. évi XX. törvényczikk) magyarázattal ellátva. Budapest, 1882
- Családjog. Uo. 1899 (Magyar Magánjog IV.)
- A törvénytelen gyermekek jogállásáról. Uo. 1902 (Jogászegyleti értekezések XXIV. 1.)